# Arco de Tito
Arco de Tito é um arco honorífico do século I localizado na Via Sacra, a sudeste do Fórum Romano. Ele foi construído por volta de 82 pelo imperador Domiciano logo depois da morte de seu irmão mais velho, o também imperador Tito, para comemorar as vitórias militares dele, especialmente a captura de Jerusalém depois da Primeira guerra romano-judaica (70). Este arco, que sobreviveu praticamente intacto, serviu de modelo para diversos arcos triunfais construídos depois do século XVI, incluindo o Arco do Triunfo de Paris.

## História
Com base no estilo de algumas das esculturas, alguns estudiosos acreditam que o arquiteto favorito de Domiciano, Rabírio, a quem às vezes é atribuído o Coliseu, pode ter sido o responsável pelo Arco de Tito. Contudo, não há documentação antiga que suporte esta atribuição.
O guia medieval latino Mirabilia Urbis Romae descreveu o arco da seguinte forma: "o arco de sete velas de Tito e Vespasiano, no qual Moisés, perto da arca com seu candelabro está aos pés da Torre Cartulária" (em latim: Arcus septem lucernarum Titi et Vespasiani, ubi est candelabrum Moysi cum arca habens septem brachia in piede turris cartulariae).
Segundo o professor e pesquisador Jeffrey Becker, a tradição dos arcos triunfais liga os flavianos às tradições da República Romana. Nesse contexto, a inspiração para tais estruturas provém de monumentos como o Arco de Fábio, construído pelo cônsul Quinto Fábio Máximo Alobrógico em 121 a.C. Considerando que a dinastia flávia era relativamente recém-chegada à estrutura de poder romana, seus membros acreditavam que participar de tradições consagradas era uma maneira adequada de receber a legitimação que buscavam.

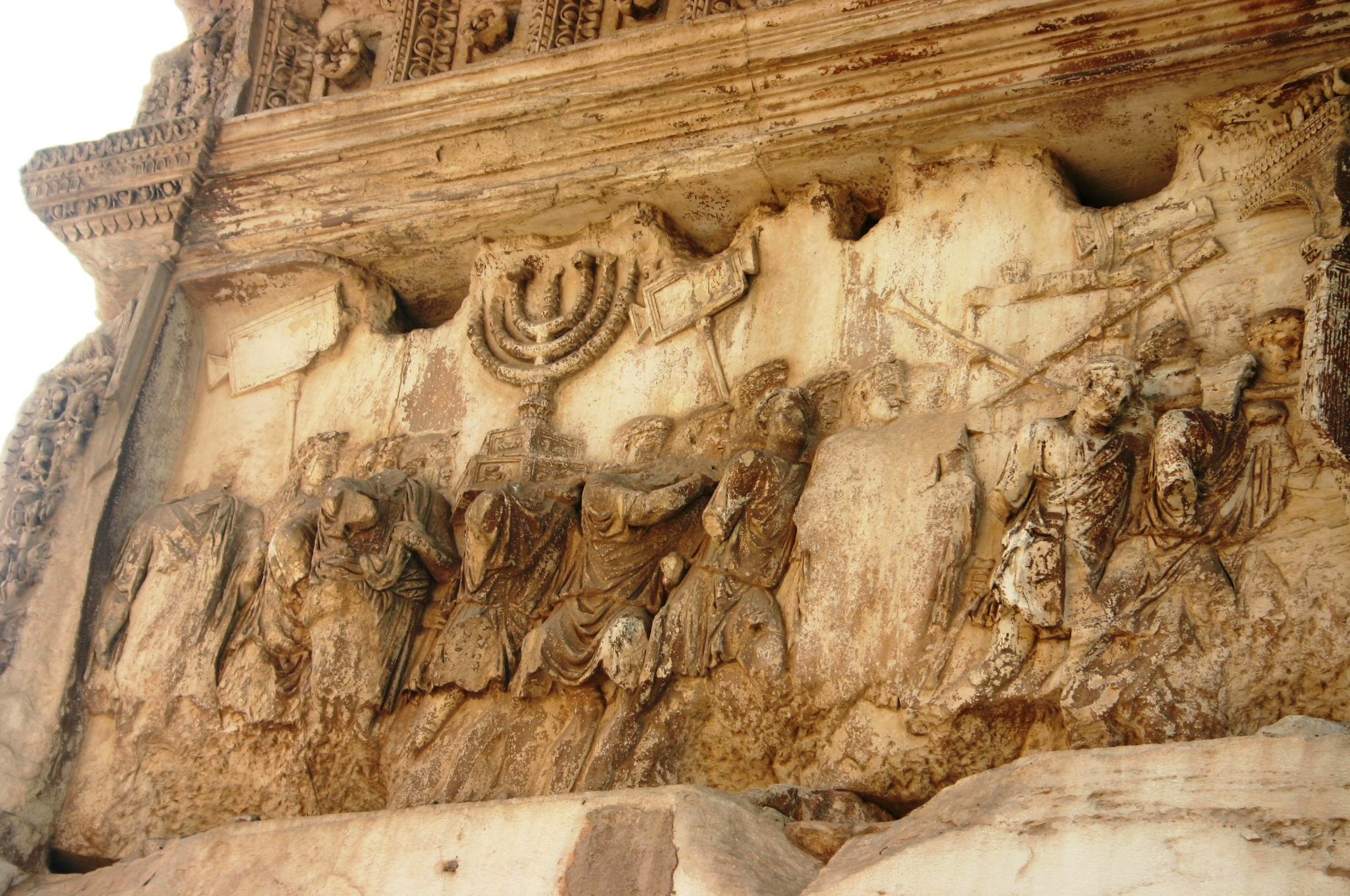
Um dos relevos internos mostrando os objetos de culto saqueados do Templo de Jerusalém.

A família Frangipani transformou o arco numa torre fortificada na Idade Média. Apesar disto, o Arco de Tito foi um dos primeiros edifícios do Fórum Romano a sofrer uma restauração moderna, com Raffaele Stern em 1817 e Valadier, por ordem do papa Pio VII, em 1821; o arco recebeu novos capitéis e teve o seu revestimento de travertino recuperado, o que é facilmente perceptível. Esta restauração serviu de modelo para todas as demais realizadas na região da Porta Pia.

## Descrição
O Arco de Tito é de grandes proporções e conta tanto com colunas caneladas quanto não caneladas, estas últimas acrescentadas por uma restauração no século XIX. As enjuntas nos cantos superiores direito e esquerdo da passagem do arco são decoradas com personificações da Vitória como uma mulher alada. Entre elas está a pedra angular, sobre a qual está uma mulher na face leste e um homem na oeste.
O revestimento interior do arco axial é composto por profundos caixotões e por um relevo da apoteose de Tito no centro. Dois painéis em relevo decoram também o interior da passagem, ambos comemorando o triunfo conjunto celebrado por Tito e seu pai, Vespasiano, no verão de 71.
O painel sul mostra soldados romanos carregando os espólios capturados no Templo de Jerusalém, incluindo o candelabro dourado (menorá), que é o foco da imagem. Além dele, estão representados também as trombetas douradas, os vasilhames sagrados do altar e uma mesa. Estes espólios eram originalmente dourados e se destacavam num fundo azul. O painel norte representa Tito como triumphator, rodeado por vários gênio e lictores, estes carregando suas fasces. Uma amazona com um elmo, representado a bravura, pilota uma quadriga que leva Tito. Uma Vitória alada está colocando uma coroa de louros sobre sua cabeça. A justaposição é importante, pois trata-se de um dos primeiros exemplos de deuses e homens numa primeira cena, um claro contraste com as esculturas do Altar da Paz, de Augusto, nas quais homens e deuses aparecem separados.
As esculturas nas faces externas dos dois grandes pilares se perderam quando o arco foi transformado em torre durante a Idade Média. O ático do arco era originalmente decorado por mais estátuas, possivelmente uma carruagem dourada. A principal inscrição provavelmente era composta por letras de prata, ouro ou outro metal nobre.
O Arco de Tito tem 15,4 metros de altura, 13,5 metros de largura e 4,75 metros de espessura. O arco axial tem 8,3 metros de altura e 5,36 metros de largura.

### Inscrição
Na inscrição, em letras maiúsculas quadradas romanas, se lê:
| “ | SENATVS POPVLVSQVE·ROMANVS DIVO·TITO·DIVI·VESPASIANI·F(ILIO) VESPASIANO·AVGVSTO | ” |

que significa "O Senado e o Povo Romano [dedicam este arco] ao Divino Tito Vespasiano Augusto, filho do Divino Vespasiano".
O lado oposto recebeu uma nova inscrição depois de ter sido restaurado por Valadier, por ordem do papa Pio VII, em 1821. Nela se lê:
| “ | INSIGNE · RELIGIONIS · ATQVE · ARTIS · MONVMENTVM VETVSTATE · FATISCENS PIVS · SEPTIMVS · PONTIFEX · MAX(IMVS) NOVIS · OPERIBVS · PRISCVM · EXEMPLAR · IMITANTIBVS FVLCIRI · SERVARIQVE · IVSSIT ANNO · SACRI · PRINCIPATVS · EIVS · XXIIII | ” |

que significa "[Este] monumento, notável em termos religiosos e artísticos, se enfraqueceu com a idade: Pio, o Sétimo, sumo pontífice, com novas obras no estilo antigo, ordenou que ele fosse reforçado e preservado. No 24º ano de seu principado".

## Importância e influência

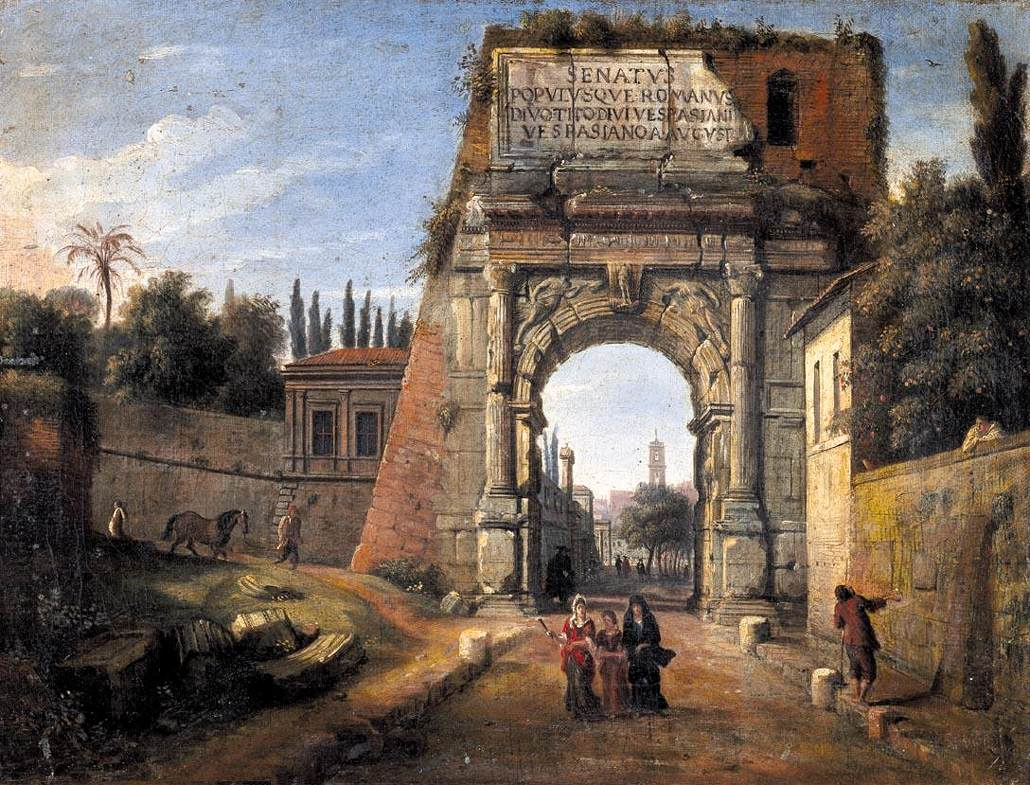
Uma vista histórica do Arco de Tito com restos da fortificação medieval à qual ele havia sido incorporado.
1710s. Por Caspar van Wittel.

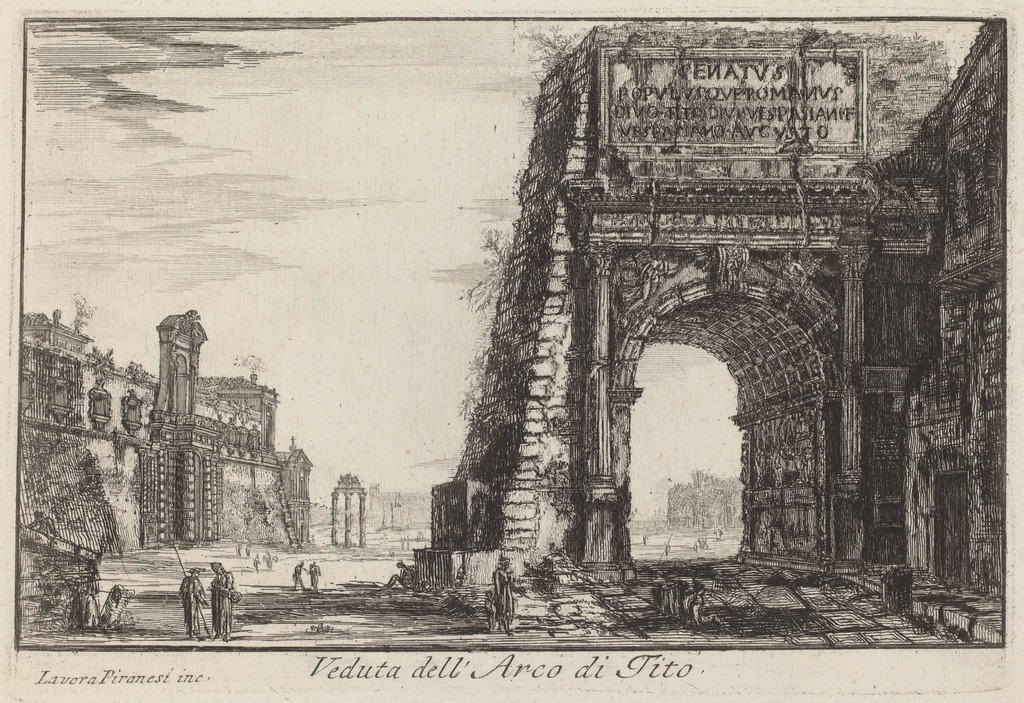
Gravura de Piranesi (c. 1780).

As esculturas do Arco de Tito fornecem uma das poucas representações contemporâneas dos objetos sagrados do Templo de Jerusalém.
O candelabro de sete braços (menorá) e as trombetas são claramente visíveis e a escultura tornou-se um símbolo da Diáspora judaica. Já na Idade Média, o papa Paulo IV ordenou que o arco fosse o local do juramento anual dos judeus de Roma. Segundo Morton Satin, até a fundação do moderno Estado de Israel (1948), os judeus se recusavam a passar por baixo do Arco de Tito por conta de uma proibição das autoridades judaicas de Roma. Esta proibição, segundo ele, só foi retirada em 1997. Uma outra curiosidade é que o Arco de Tito não é mencionado nenhuma vez nas fontes rabínicas.
Finalmente, o candelabro do Arco de Tito serviu como base para o que foi utilizado no Brasão de Israel. Entre outras obras baseadas pelo Arco de Tito ou inspiradas nele estão:
- A fachada da Basilica di Sant'Andrea di Mantova (1462) de Leon Battista Alberti.
- O Arco do Triunfo de Paris, França (1806).
- O Arco de Washington em Nova Iorque, Estados Unidos (1892).[5]
- O Portão da Índia, em Nova Délhi, Índia (1931).